# Clubiona trivialis
Clubiona trivialis este o specie de păianjeni din genul Clubiona, familia Clubionidae, descrisă de C. L. Koch, 1843. Conform Catalogue of Life specia Clubiona trivialis nu are subspecii cunoscute.